# Provincia di Singburi
La provincia di Singburi (in thailandese จังหวัดสิงห์บุรี, Changwat Singburi) è in Thailandia, nella regione della Thailandia Centrale. Si estende per 822,5 km², ha 205 898 abitanti (2020) e il capoluogo è il distretto di Mueang Singburi, dove si trova la città principale Singburi.

## Geografia antropica

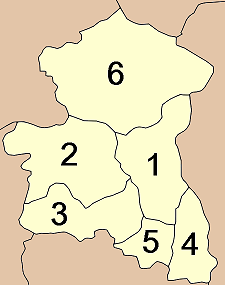
Mappa degli Amphoe

La provincia è suddivisa in 6 distretti (amphoe). Questi a loro volta sono suddivisi in 43 comuni (tambon) e 363 villaggi (muban).
| 1. Mueang Sing Buri 2. Bang Rachan 3. Khai Bang Rachan 4. Phrom Buri 5. Tha Chang 6. In Buri |

### Amministrazioni comunali
Nessun comune della provincia ha lo status di città maggiore (thesaban nakhon), i due comuni che rientrano tra le città minori (thesaban mueang) sono Singburi (che nel 2020 aveva 17 079 residenti) e Bang Rachan (13 937). La più popolata tra le municipalità di sottodistretto (thesaban tambon) è Thon Samo, con 8 748 residenti.